# Eneko Lizarralde
Eneko Lizarralde Delgado (Vergara, 23 de octubre de 1993), es un exciclista español. Debutó como profesional en 2015 con el equipo Murias Taldea. Estuvo escapado junto a otros corredores entre los que destacaba el campeón del mundo Mads Pedersen en la segunda etapa de la Ruta del Sur de 2015 donde el pelotón los alcanzó en el último kilómetro. Dejó el ciclismo profesional después de un grave accidente y actualmente trabaja en el departamento de Ingeniería Postventa de CAF tras firmar un contrato relevo de Iñaki Beruete. 

## Equipos
- Murias Taldea (2015-2017)

## Trayectoria deportiva

### Aficionados
El 24 de junio de 2014 consiguió su primera victoria en su palmarés como aficionado al ganar el sprint del XXXVII Memorial Jose Mari Anza, disputado en Tolosa sobre 109 kilómetros por delante de Arnau Solé (Caja Rural), y de su compañero de equipo Alain González.
Esas cualidades de sprinter y una temporada regular le abrieron las puertas para estar en la selección de Euskadi Sub-23 que dirigía Ángel Blazola.

### Ciclismo profesional

##### 2015: Debut profesional
Debutó como profesional el 30 de enero de 2015 con el equipo profesional Murias Taldea para disputar el challenge de Mallorca. 

##### 2015: Tour del Porvenir
En agosto de 2015 disputó el Tour del Porvenir con la selección nacional sub-23 de España, resultando ganador su compañero Marc Soler. 

##### 2016: Metas Volantes en Vuelta a Burgos
En 2016, consiguió su mejor palmarés como profesional, alzándose con la clasificación final de las metas volantes en la Vuelta a Burgos que contaba en esa edición con ciclistas de la talla de Alberto Contador quien terminaría ganando la prueba en esa edición.

#### 2017: Retirada
Durante un entrenamiento en junio de 2017 cayó por un barranco al esquivar un camión en el descenso de Gorla, en Vergara (Guipúzcoa), y sufrió la rotura de una clavícula y un neumotórax. Debido a ese accidente estuvo el resto del año sin correr y, al no renovarle el contrato el Murias, decidió retirarse del ciclismo profesional.

## Carrera profesional
Tiene el grado en Ingeniería Industrial por la Universidad de Mondragón. Tras retirarse del ciclismo y tomarse una temporada sabática, en enero de 2020 comenzó su etapa profesional como ingeniero con una beca en La Haya en la empresa ferroviaria CAF para el proyecto NS Sprinter Civity. En enero de 2022 se desplazó a la factoría de CAF en Beasáin con un contrato relevo del ingeniero Inaki Beruete Galdeano, un referente en la empresa. 
Actualmente trabaja junto a Martin Iparraguirre en el departamento de Ingeniería Postventa donde están cosechando grandes éxitos y gozan de un gran reconocimiento profesional.